# Janetaescincus braueri
Espèce
Synonymes
- Scelotes braueri Boettger, 1896

Statut de conservation UICN

 EN B1ab(iii)+2ab(iii) : En danger
Janetaescincus braueri est une espèce de sauriens de la famille des Scincidae.

## Répartition
Cette espèce est endémique des Seychelles.

## Étymologie
Cette espèce est nommée en l'honneur d'August Brauer.

## Publication originale
- Boettger, 1896 : Neue Kriechthiere (Scelotes, Arthroleptis) von den Seychellen. Zoologischer Anzeiger, vol. 19, p. 349-351 (texte intégral).